# Vitrinula chichijimana
Vitrinula chichijimana fue una especie de molusco gasterópodo de la familia Ariophantidae en el orden de los Stylommatophora.

## Distribución geográfica
Fue  endémica de Japón.  